# Lage Jørgensen Urne (biskop)
Lage Jørgensen Urne, född 1468, död 29 april 1529, var en dansk biskop. Han var halvbror till landsdomaren med samma namn, Lage Jørgensen Urne.
Han var son till riddaren Jørgen Urne till Brolykke, Store Jørgen kallad, och Kirsten Clausdatter Krumstrup. Bland hans bröder fanns domprosten Hans Jørgensen Urne, landsdomaren Jørgen Jørgensen Urne samt riksråden Johan Jørgensen Urne och Knud Jørgensen Urne.
Han har förmodligen gått i skola på Fyn, och därefter blev han 1490 inskriven vid Greifswalds universitet, var han året efter tog baccalaurgraden. Sedan begav han sig till Rostock, där han blev mag.art.
Efter sin hemkomst omnämns han första gången i mars 1496 som offentlig notarie vid Sjællandsfar landsting i Ringsted. År 1497 omnämns han som kanik i Roskilde och biskop Niels Skaves assistent. Från 1499 var han biskopens kansler. År 1504 omnämns han som "Decretorum doktor" (doktor i kyrklig lagstiftning) och "Cantor principalis" (förstastämma) i Roskilde domkapitel, 1507 även som kanik i Lund och Århus. År 1511 var han kung Hans sändebud till kejsare Maximilian I i Tyskland för att få kejsaren att ta Danmarks parti i en strid med Lübeck, vilket dock inte lyckades. 
Kort därefter blev han kansler hos den utvalda prinsen (den senare Kristian II). Biskop Johan Jepsen Ravensbergs avgång 1512 öppnade hans väg till biskopsstolen i Roskilde, efter att ha fått påvens stadfästelse. Biskopsvigseln ägde rum januari 1513 i Ribe domkyrka av biskop Iver Munk i kung Hans och drottning Kristinas närvaro. I sin nya tjänst kunde han i augusti 1513, efter påve Leo X:s tillåtelse, absolvera Kristian II, som hade legat på knä och ödmjukt bett om förlåtelse för sin behandling av den framlidne biskopen Carl av Hamar.
Som biskop i Roskilde stift var han överste kansler (cancellarius) samt kansler och patron för Köpenhamns universitet. Från sitt slott Hjortholm förordnade han i denna sistnämnda ställning 1527 att ingen fick höra teologiska föreläsningar med mindre han var baccalaur eller präst, eller på annan sätt hade bevisat att han hade tillräckligt omdöme.
Som biskop i Roskilde stift, dit ön Rügen vid den tiden hörde, ägde han minst 20 huvudgårdar, till dels bortförlänade till släkt och vänner, samt att han även hade väsentliga övriga intäkter.
Under en lång period verkar hans relation till Kristian II ha varit god, men detta förändrades när kungen blev mer enväldig och samtidigt lade nya bördor på kyrkans personer och egendom för att skaffa medel till sina fälttåg i Sverige. Kungens framfart omfattade dessutom inte bara biskop Jens Andersen Beldenaks fängslande i Odense, utan särskilt mot de svenska biskoparna, som han lät avrätta "uden Skriftemål", och slutligen hans placering av en så ovärdig person som avlatskrämaren Diderik Slagheck på Lunds ärkebiskopsstol.
Efter att stödet till konungen börjat vackla våren 1523 flydde Urne, under förevändning av att han inte kände sig säker för Sigbrit Willoms strävanden, först till sitt slott Dragsholm och sedan till Jylland. Härifrån skrev han den 28 mars till kungen och varnade honom mot sammansvärjning, samtidigt som han erbjöd honom sin trogna tjänst, om han visade sig välvilligt inställd gentemot Roskilde domkyrka samt biskopens gods och egendom, familj och vänner. Bara få dagar senare hjälpte han dock hertig Fredrik vid dennes ankomst till Århus. Och den 10 april sände han från Horsens ett långt brev till Kristian II, där han, efter att ha berättat för honom hela hans syndauppteckning, slutade med att avsäga sig sin trohet. Brevet nådde dock sannolikt inte kungen, eftersom han redan den 13 april lämnade landet. Möjligen beror tonen i brevet också på att Urne vid den tiden hade fått veta att två av hans själlandska herrgårdar efter hans avfärd härjats och rånats av en av kungens män, Niels Pedersen Halveg.
När Fredrik I blev kung, väntade Lage Urne nog bättre tider för den katolska kyrkan, och konungens handfästning som utställdes i Roskilde den 3 augusti 1523 innehöll en förpliktelse till "aldrig at tilstede nogen Kætter, Luthers Disciple eller andre, at prædike eller lære lønlig eller åbenbarlig imod den helligste Fader Paven eller Romerkirken".
Han dog 1529 på sin gård Bistrup vid Roskilde och begravdes i Sankt Laurentii kapell vid Roskilde domkyrka.
År 1536 övertogs de katolska biskopsgodsen i Danmark av staten.